# Риан, Эспен
Эспен Риан (норв. Espen Rian род. 11 февраля 1981 года в Тронхейме) — известный норвежский двоеборец, призёр чемпионата мира.
В Кубке мира Риан дебютировал в 2001 году, в январе 2007 года первый, и пока единственный раз попал в тройку лучших на этапе Кубка мира, в команде. Кроме подиума на сегодняшний момент имеет 10 попаданий в десятку лучших на этапах Кубка мира, 7 в личных соревнованиях и 3 в командных. Лучшим достижением в итоговом зачёте Кубка мира для Риана является 14-е место в сезоне 2006-07.
На Олимпиаде-2010 в Ванкувере стал 5-м в команде, кроме того занял 35-е место в соревнованиях с большого трамплина + 10 км.
За свою карьеру участвовал в двух чемпионатах мира, выиграл бронзовую медаль на чемпионате мира 2007 в японском Саппоро.
Использует лыжи производства фирмы Fischer.